# Ragnar Danielsson

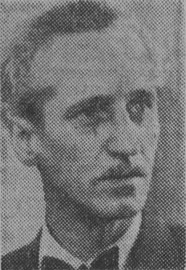
Ragnar Danielsson

Knut Ragnar Danielsson, född 13 januari 1897 i Stockholm, död där 23 juli 1987, var en svensk arkitekt.
Danielsson, som var son till skräddarmästare F.A. Danielsson och Johanna Wikström, avlade studentexamen vid Norra Real 1917 och utexaminerades från Kungliga Tekniska högskolan 1923. Efter anställningar på olika arkitektkontor blev han vikarierande stadsarkitekt i Uppsala stad 1929 och var arkitekt hos Bengt Romare och Georg Scherman från 1943. Han kom där kom att medverka vid ett stort antal kyrkbyggen och restaureringar bland annat Burträsk kyrka, Hofors kyrka och Abrahamsbergskyrkan i Stockholm. Han var vidare engagerad i arbetena på Gagnefs kyrka, Sankta Ragnhilds kyrka i Södertälje och Ullångers kyrka. Han var även stadsarkitekt i Sigtuna stad 1950–1959. Han utförde bland annat byggnadsprojekt och stadsplaner.